# سل گود
سل گود (انگلیسی: Sol Goode) یک فیلم در ژانر کمدی رمانتیک به کارگردانی دانی کامدن است. از بازیگران آن می‌توان به بالتازار گتی، کاترین تون، جیمی کندی، چری اوتری، دانی کامدن، توری اسپلینگ و جاناتان شیچ اشاره کرد.

## بازیگران
- بالتازار گتی
- کاترین تون
- جیمی کندی
- چری اوتری
- دانی کامدن
- توری اسپلینگ
- جاناتان شیچ
- ناتاشا گرکسون واگنر
- رابرت واگنر
- کارمن الکترا
- جیسون بیتمن
- اکتاویا اسپنسر
- گلن شادیکس
- اریک دین
- جرد لتو
- فیروزه بالک
- اریک رابرتس
- کریستینا اپل‌گیت
- کریستینا پیکلز
- شنن لتو